# Potoczek (Zamość)
Pour les articles homonymes, voir Potoczek.
Potoczek (prononciation [pɔˈtɔt͡ʂɛk]) est un village de la gmina d'Adamów, du powiat de Zamość, dans la voïvodie de Lublin, situé dans l'est de la Pologne.
Il se situe à environ 3 kilomètres à l'est de Adamów (siège de la gmina), 16 kilomètres au sud de Zamość (siège du powiat) et 85 kilomètres au sud-est de Lublin (capitale de la voïvodie).
Sa population s'élève approximativement à 270 habitants en 2006.

## Administration
De 1975 à 1998, le village est attaché administrativement à l'ancienne voïvodie de Zamość.

Depuis 1999, il fait partie de la nouvelle voïvodie de Lublin.